# دين ستوريدج
دين ستوريدج (بالإنجليزية: Dean Sturridge)‏ (26 يوليو 1973 ببرمنغهام في المملكة المتحدة - ) هو لاعب كرة قدم بريطاني في مركز الهجوم. لعب مع ديربي كاونتي وشيفيلد يونايتد وكوينز بارك رينجرز وليستر سيتي ونادي توركي يونايتد ووولفرهامبتون واندررز ونادي كيدرمينستر هاريرز لكرة القدم.

## وصلات خارجية
- دين ستوريدج على موقع قاعدة بيانات كرة القدم.إي يو (الإنجليزية)
- دين ستوريدج على موقع Soccerbase.com (لاعب) (الإنجليزية)
- دين ستوريدج على موقع عالم كرة القدم.نت (الإنجليزية)